# Manuel Fernández (calciatore 1914)
Manuel Fernández Tabernero, soprannominato Manolín (Barakaldo, 16 febbraio 1914 – Sant Hipòlit de Voltregà, 14 dicembre 1961), è stato un calciatore spagnolo, di ruolo attaccante.